# Rosa obtusifolia
Espèce
Rosa obtusifolia est une espèce de plantes à fleurs de la famille des Rosaceae. C'est un rosier appartenant à la section des Caninae, originaire des régions montagneuses d'Europe centrale et méridionale (de la France à la Roumanie).
Il ressemble à Rosa canina.

## Description
C'est un arbrisseau épineux formant un buisson de 1,5 mètre de haut, aux tiges munies de nombreux aiguillons.
Les feuilles imparipennées, d'un vert foncé, comptent de 5 à 7 folioles sont velues sur les deux faces.
Les fleurs, de 4 cm de diamètre, varient du blanc au rose, elles éclosent en juin-juillet.
Elles donnent des fruits, des cynorrhodons lisses et ellipsoïdes, de 1,5 cm de long, de couleur orangée à rouge.

## Cultivar
Rosa obtusifolia 'Sclerophylla' aux bord des folioles parcheminé et transparent

## Synonymes
- Rosa tomentella J.Herrm.
- Rosa canina var. tomentella J.Herrm.

## Statut de protection
En Suisse, l'espèce figure sur la liste rouge des plantes.